# Saarijärvi (sjö i Finland, Lappland, lat 69,28, long 27,10)
Saarijärvi är en sjö i Finland. Den ligger i kommunen Enare i landskapet Lappland, i den norra delen av landet, 1 000 km norr om huvudstaden Helsingfors. Saarijärvi ligger 182,4 meter över havet. Arean är 32 hektar och strandlinjen är 2,48 kilometer lång. Sjön  ingår i Pasvik älvs huvudavrinningsområde.   Omgivningarna runt Saarijärvi är i huvudsak ett öppet busklandskap.